# Luncoiu de Sus
Luncoiu de Sus – wieś w Rumunii, w okręgu Hunedoara, w gminie Luncoiu de Jos. W 2011 roku liczyła 405 mieszkańców.